# Case Keenum
Casey Austin „Case“ Keenum (* 17. Februar 1988 in Brownwood, Texas) ist ein US-amerikanischer American-Football-Spieler auf der Position des Quarterbacks. Er steht derzeit bei den Chicago Bears in der National Football League (NFL) unter Vertrag. Zuvor spielte er bereits für die St. Louis bzw. Los Angeles Rams, die Minnesota Vikings, die Denver Broncos, die Washington Redskins, die Cleveland Browns, die Buffalo Bills und die Houston Texans.

## Frühes Leben
Keenum spielte Football an der Highschool in Abilene in Texas. Er kam als Quarterback insgesamt auf 6.783 Yards und 48 Touchdowns.

## College
Von 2007 bis 2011 spielte Keenum Football am College. Er besuchte die University of Houston und spielte dort für die Houston Cougars in der Conference USA.

Insgesamt kam er in den fünf Jahren auf 1.546 erfolgreiche Pässe bei 2.229 Passversuchen und 19.217 Yards sowie 155 geworfene Touchdowns.

## NFL

### 2012
Keenum wurde nicht im NFL Draft 2012 gedraftet, unterschrieb aber dennoch einen Vertrag bei den Houston Texans, um die gesamte Saison in deren Practice Squad zu verbringen.

### 2013
In der Saison 2013 war Keenum Teil des aktiven Kaders der Houston Texans. Am 7. Spieltag der Saison startete Keenum für die Texans als Quarterback, als der eigentliche Startspieler Matt Schaub sich verletzte. Keenum konnte in seinem ersten offiziellen Regular-Season-Spiel in der NFL gleich einen Touchdownpass auf Mitspieler DeAndre Hopkins werfen.

Keenum startete alle restlichen Spiele der Saison.
Nach Ende der Saison wurde er unmittelbar vor Start der darauffolgenden von den Texans entlassen.

### 2014
Zu Beginn der Saison 2014 wurde Keenum von den St. Louis Rams unter Vertrag genommen. Allerdings wurde er bereits früh in der Saison ins Practice Squad versetzt, ohne zuvor für die Rams zum Einsatz gekommen zu sein.
Gegen Ende der Saison, am 15. Dezember 2014, holten die Houston Texans Keenum direkt vom Practice Squad der Rams zurück. Er kam noch in dieser Saison für die Texans zum Einsatz und konnte gegen die Baltimore Ravens seinen ersten NFL-Sieg verbuchen.

### 2015
Am 11. März 2015 wurde Keenum von den Texans zu den St. Louis Rams zurück transferiert, im Tausch gegen einen Pick der 7. Runde des NFL Draft 2016.

Während der laufenden Saison 2015 wurde Keenum am 11. Spieltag zum Startspieler der Rams ernannt.

### 2016
Keenum zog mit der Rams-Franchise nach Los Angeles um und ging als Startspieler in die Saison 2016. Während der Saison musste er jedoch am 15. November 2016 Platz für Rookie und Erstrunden-Pick Jared Goff machen, sodass ihm nach der abgelaufenen Spielzeit gestattet wurde, die Rams zu verlassen.

### 2017

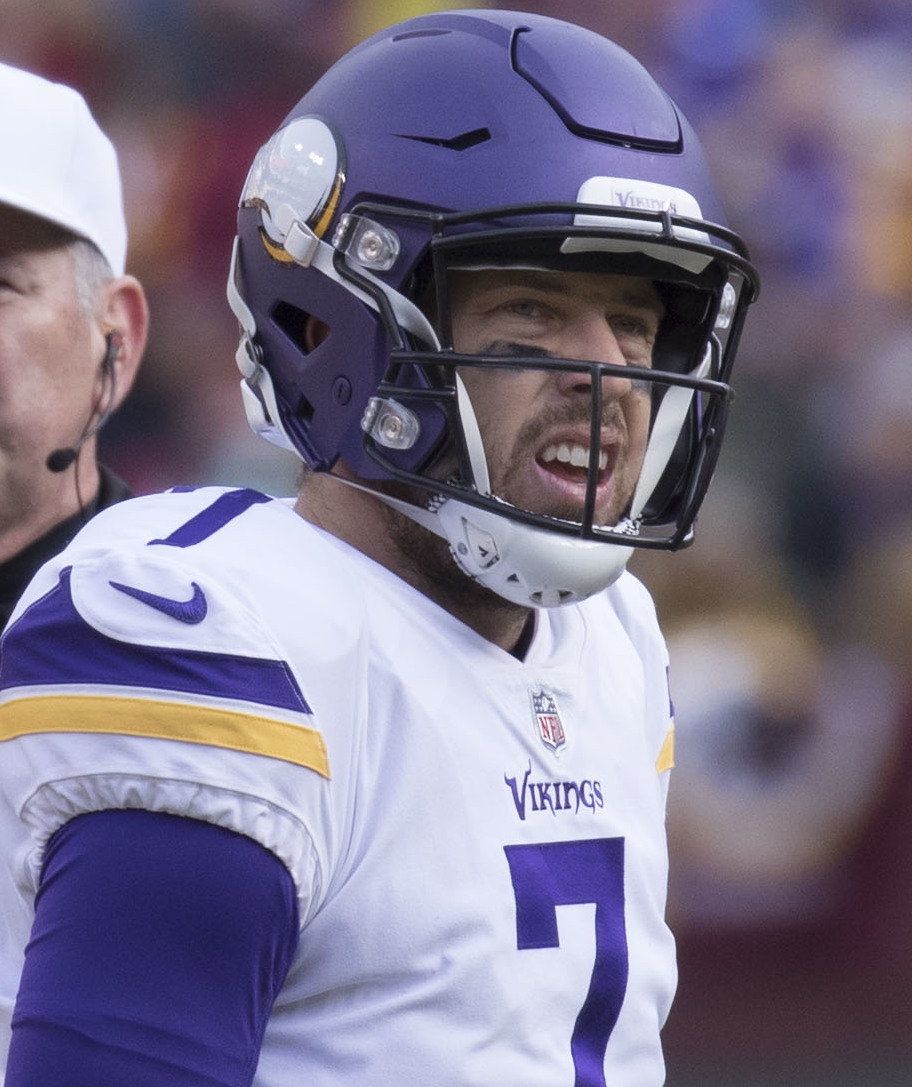
Keenum bei den Vikings (2017)

Vor der Saison 2017 unterschrieb Keenum einen Einjahresvertrag mit einem Gehalt von 2 Mio. US-Dollar bei den Minnesota Vikings. Er wurde als Backup-Quarterback geholt.
Nachdem sich zu Beginn der Saison der Starting-Quarterback Sam Bradford verletzt hatte und der langzeitverletzte Quarterback Teddy Bridgewater noch nicht zur Verfügung stand, wurde Keenum zum Startspieler ernannt. Er startete in der Regular Season in 14 von 15 Spielen und zeigte hervorragende Leistungen. Er konnte mit den Vikings die Play-offs erreichen und blieb selbst zu dem Zeitpunkt Startspieler, als die anderen, zuvor vor ihm gelisteten, Quarterbacks wieder fit und einsatzbereit waren.

#### Play-offs
Durch die guten Leistungen der Vikings starteten diese die NFL Play-offs 2017 als zweitbestes Team direkt in der Divisional Round. Dort spielten sie gegen die New Orleans Saints und gewannen das Spiel, das als Minneapolis Miracle bekannt wurde, durch einen spektakulären Last-Minute-Touchdownpass von Keenum auf Wide Receiver Stefon Diggs. Das Spiel war Keenums erster Play-off-Sieg in seinem überhaupt ersten Play-off-Spiel als Startspieler. Im NFC Championship Game unterlag er mit den Vikings dem späteren Super-Bowl-Sieger, den Philadelphia Eagles, deutlich mit 7:38. Keenum warf einen Touchdownpass und zwei Interceptions und zeigte wie der Rest des Teams eine schlechte Leistung.

### 2018
Am 14. März 2018 unterschrieb Keenum einen Zweijahresvertrag bei den Denver Broncos. Nachdem Keenum die in ihn gesetzten Erwartungen nicht erfüllen konnte und die Broncos die Play-offs verpassten, wurde er nach nur einer Saison durch Joe Flacco, der von den Baltimore Ravens kam, als Starting Quarterback ersetzt. 

### 2019

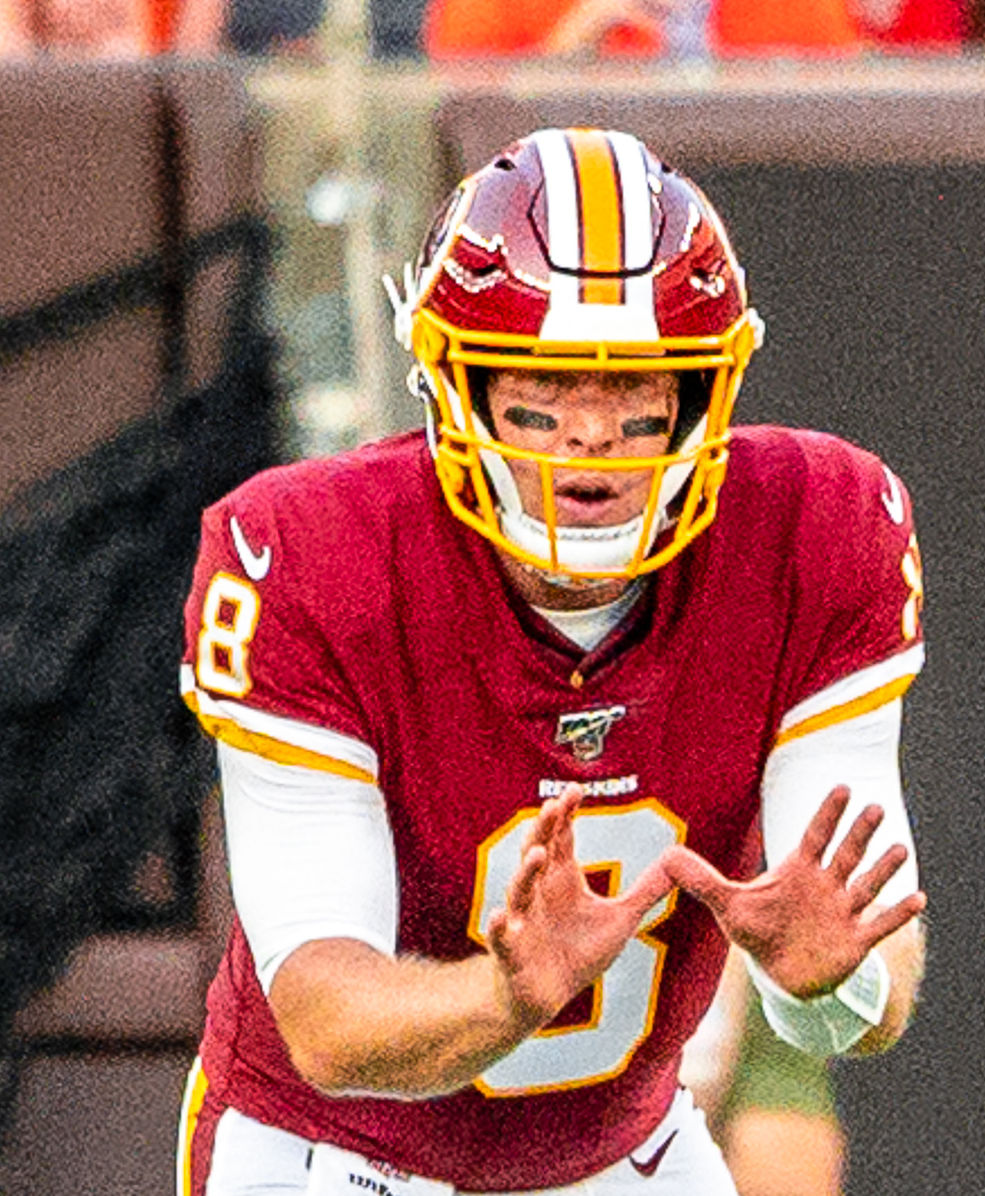
Keenum bei den Redskins (2019)

Die Broncos gaben Keenum zur Saison 2019 zusammen mit einem Siebtrundenpick gegen einen Sechstrundenpick an die Washington Redskins ab, die aufgrund des verletzungsbedingten Ausfalls von Alex Smith einen neuen Quarterback suchten. Keenum ging als Starting Quarterback der Redskins in die Saison. Nachdem die Redskins ihre ersten drei Spiele verloren, wurde Keenum während der vierten Partie trotz durchschnittlicher persönlicher Leistung zugunsten des Rookies Dwayne Haskins ausgewechselt. Nachdem Keenum in Woche 5 wegen einer Fußverletzung pausieren musste, kehrte er am sechsten Spieltag als Starter zurück. In Woche 8 wurde er gegen die Minnesota Vikings wegen einer Gehirnerschütterung ausgewechselt, sodass Haskins wieder übernahm und nach Woche 9 zum Starter für den Rest der Saison ernannt wurde. Wegen einer Knöchelverletzung von Haskins wurde Keenum im dritten Viertel am 16. Spieltag wieder eingewechselt und spielte das letzte Spiel der Saison von Anfang an. Keenum lief in acht Partien als Starter der Redskins auf, von denen sie sieben verloren. Er beendete die Saison mit 11 Touchdowns bei 5 Interceptions, 1707 Passing Yards, einer Passquote von 64,8 % und einem Quarterback Rating von 91,3.

### 2020
Zur Saison 2020 einigte sich Keenum auf einen Dreijahresvertrag über 18 Millionen Dollar mit den Cleveland Browns, wo er zwei Jahre lang als Backup für Baker Mayfield fungierte.

### 2022
Am 20. März 2022 gaben die Browns Keenum im Austausch gegen einen Siebtrundenpick an die Buffalo Bills ab.

### 2023
Im März 2023 nahmen die Houston Texans Keenum unter Vertrag.

### 2024
Wegen einer Fußverletzung, die er sich im letzten Preseason-Spiel zugezogen hatte, wurde er auf die Injured Reserve List gesetzt und verpasste die gesamte Saison 2024. Nachdem Keenum zwei Jahre als Backup für C. J. Stroud verbracht hatte, unterzeichnete er am 2. April 2025 einen Einjahresvertrag über bis zu 3 Millionen US-Dollar bei den Chicago Bears, um mit seiner Erfahrung und seinen Führungsqualitäten die beiden jungen Quarterbacks Tyson Bagent und Caleb Williams zu unterstützen.

## NFL-Karrierestatistik
| Jahr   | Team   | Spiele       | Comp–Att     | Comp%        | Yards        | TD           | INT          | QB Rtg       |
| ------ | ------ | ------------ | ------------ | ------------ | ------------ | ------------ | ------------ | ------------ |
| 2013   | HOU    | 8            | 137–253      | 54,2         | 1760         | 9            | 6            | 78,2         |
| 2014   | STL    | 0            | –            | –            | –            | –            | –            | 0,0          |
| 2014   | HOU    | 2            | 45–77        | 58,4         | 435          | 2            | 2            | 72,2         |
| 2015   | STL    | 6            | 76–125       | 60,8         | 828          | 4            | 1            | 87,7         |
| 2016   | LAR    | 10           | 196–322      | 60,9         | 2201         | 9            | 11           | 76,4         |
| 2017   | MIN    | 15           | 325–481      | 67,6         | 3547         | 22           | 7            | 98,3         |
| 2018   | DEN    | 16           | 365–586      | 62,3         | 3890         | 18           | 15           | 81,2         |
| 2019   | WAS    | 10           | 160–247      | 64,8         | 1707         | 11           | 5            | 91,3         |
| 2020   | CLE    | 2            | 5–10         | 50,0         | 46           | 0            | 0            | 62,9         |
| 2021   | CLE    | 7            | 47–72        | 65,3         | 462          | 3            | 1            | 91,3         |
| 2022   | BUF    | 2            | 2–7          | 28,6         | 8            | 0            | 0            | 39,6         |
| 2023   | HOU    | 2            | 34–53        | 64,2         | 291          | 1            | 3            | 61,1         |
| 2024   | HOU    | kein Einsatz | kein Einsatz | kein Einsatz | kein Einsatz | kein Einsatz | kein Einsatz | kein Einsatz |
| Gesamt | Gesamt | 80           | 1392–2233    | 62,3         | 15.175       | 79           | 51           | 84,6         |